# Турнір Моріса Ревелло
Турнір Моріса Ревелло (фр. Tournoi Maurice Revello), у минулому Турнір у Тулоні (фр. Tournoi de Toulon) або Міжнародний фестиваль майбутніх чемпіонів у Тулоні і департаменті Вар (фр. Festival International Espoirs de Toulon et du Var) — міжнародний футбольний турнір, що проходить у французькому регіоні Прованс — Альпи — Лазурний Берег, в якому беруть участь молодіжні команди у віці до 20 років. З 2008 року в турнірі також беруть участь Олімпійські збірні команди.

## Історія
Турнір був створений в 1967 році Морісом Ревелло (фр. Maurice Revello); в ньому взяло участь шість клубних команд. Після цього сім років турнір не проводився. Він був відновлений в 1974 році. В цей раз у турнірі брали участь молодіжні збірні команди — Польща, Угорщина, Чехословаччина і Бразилія, а також 4 клубні команди — «Дербі Каунті», «Андерлехт», «Ним Олімпік» і «Боруссія» Менхенгладбах. З наступного року в турнірі брали участь виключно збірні команди.
У 2008 році у турнірі вперше взяли участь Олімпійські збірні, замінивши молодіжні команди. Була збільшена межа вікового критерію футболістів. Він почав дорівнювати, як і у олімпійських збірних, 23 роки, плюс ще три гравці понад цю межу.
Турнір був перейменований на честь засновника турніру Моріса Ревелло, який помер у 2016 році.

## Призери
| №  | Рік  | Команд                                  | Чемпіон                                 | Рахунок                                 | Фіналіст                                | 3 місце                                 | Рахунок                                 | 4 місце                                 |
| -- | ---- | --------------------------------------- | --------------------------------------- | --------------------------------------- | --------------------------------------- | --------------------------------------- | --------------------------------------- | --------------------------------------- |
| 1  | 1967 | 6                                       | Андерлехт                               | 1–0                                     | Слован (Братислава)                     | Не проводився                           | Не проводився                           | Не проводився                           |
| 2  | 1974 | 8                                       | Польща                                  | 1–1*                                    | Угорщина                                | Чехословаччина                          | 3–2*                                    | Бразилія                                |
| 3  | 1975 | 8                                       | Аргентина                               | 1–0                                     | Франція                                 | Італія                                  | 2–0                                     | Мексика                                 |
| 4  | 1976 | 8                                       | Болгарія                                | 3–2                                     | Франція                                 | Мексика                                 | 2–1                                     | Португалія                              |
| 5  | 1977 | 8                                       | Франція                                 | 1–0                                     | Болгарія                                | Нідерланди                              | 3–1                                     | Угорщина                                |
| 6  | 1978 | 8                                       | Угорщина                                | 4–3                                     | Франція                                 | Нідерланди                              | 2–1                                     | Мексика                                 |
| 7  | 1979 | 8                                       | СРСР                                    | 2–0                                     | Нідерланди                              | Угорщина                                | 2–0                                     | Франція                                 |
| 8  | 1980 | 8                                       | Бразилія                                | 2–1                                     | Франція                                 | Чехословаччина                          | 1–1                                     | СРСР                                    |
| 9  | 1981 | 8                                       | Бразилія                                | 2–0                                     | Чехословаччина                          | СРСР                                    | 0–0                                     | Франція                                 |
| 10 | 1982 | 8                                       | Югославія                               | 2–2                                     | Чехословаччина                          | Нідерланди                              | 1–1                                     | НДР                                     |
| 11 | 1983 | 8                                       | Бразилія                                | 1–1                                     | Аргентина                               | Франція                                 | 0–0 пен. 4–3                            | ФРН                                     |
| 12 | 1984 | 8                                       | Франція                                 | 1–1                                     | СРСР                                    | Чехословаччина                          | 2–0                                     | Нідерланди                              |
| 13 | 1985 | 8                                       | Франція                                 | 3–1                                     | Англія                                  | Іспанія                                 | 1–0                                     | Камерун                                 |
| 14 | 1986 | 8                                       | Болгарія                                | 1–0                                     | Франція                                 | СРСР                                    | 2–1                                     | Португалія                              |
| 15 | 1987 | 8                                       | Франція                                 | 1–1                                     | Болгарія                                | Бразилія                                | 1–0                                     | СРСР                                    |
| 16 | 1988 | 8                                       | Франція                                 | 4–2                                     | Англія                                  | Болгарія                                | 1–1 пен. 5–4                            | СРСР                                    |
| 17 | 1989 | 8                                       | Франція                                 | 3–0                                     | Болгарія                                | США                                     | 2–0                                     | Англія                                  |
| 18 | 1990 | 8                                       | Англія                                  | 2–1                                     | Чехословаччина                          | Бразилія                                | 2–1                                     | Португалія                              |
| 19 | 1991 | 8                                       | Англія                                  | 1–0                                     | Франція                                 | Не проводився                           | Не проводився                           | Не проводився                           |
| 20 | 1992 | 8                                       | Португалія                              | 2–1                                     | Югославія                               | Не проводився                           | Не проводився                           | Не проводився                           |
| 21 | 1993 | 8                                       | Англія                                  | 1–0                                     | Франція                                 | Не проводився                           | Не проводився                           | Не проводився                           |
| 22 | 1994 | 8                                       | Англія                                  | 2–0                                     | Португалія                              | Не проводився                           | Не проводився                           | Не проводився                           |
| 23 | 1995 | 8                                       | Бразилія                                | 1–0                                     | Франція                                 | Не проводився                           | Не проводився                           | Не проводився                           |
| 24 | 1996 | 10                                      | Бразилія                                | 1–1                                     | Франція                                 | Не проводився                           | Не проводився                           | Не проводився                           |
| 25 | 1997 | 10                                      | Франція                                 | 2–1                                     | Португалія                              | Не проводився                           | Не проводився                           | Не проводився                           |
| 26 | 1998 | 8                                       | Аргентина                               | 2–0                                     | Франція                                 | Португалія                              | 2–0                                     | КНР                                     |
| 27 | 1999 | 8                                       | Колумбія                                | 1–1 пен. 6–5                            | Аргентина                               | Франція                                 | 3–2                                     | Мексика                                 |
| 28 | 2000 | 8                                       | Колумбія                                | 1–1 пен. 3–1                            | Португалія                              | Італія                                  | 1–0                                     | Кот-д'Івуар                             |
| 29 | 2001 | 8                                       | Португалія                              | 2–1                                     | Колумбія                                | Франція                                 | 2–0                                     | Нідерланди                              |
| 30 | 2002 | 10                                      | Бразилія                                | 2–0                                     | Італія                                  | Японія                                  | 0–0 пен. 5–4                            | Англія                                  |
| 31 | 2003 | 10                                      | Португалія                              | 3–1                                     | Італія                                  | Аргентина                               | 1–0                                     | Мексика                                 |
| 32 | 2004 | 8                                       | Франція                                 | 1–0                                     | Швеція                                  | КНР                                     | 1–0                                     | Бразилія                                |
| 33 | 2005 | 8                                       | Франція                                 | 4–1                                     | Португалія                              | Англія                                  | 1–1 пен. 3–2                            | Мексика                                 |
| 34 | 2006 | 8                                       | Франція                                 | 0–0 пен. 5–3                            | Нідерланди                              | Португалія                              | 1–0                                     | КНР                                     |
| 35 | 2007 | 8                                       | Франція                                 | 3–1                                     | КНР                                     | Кот-д'Івуар                             | 0–0 пен. 5–4                            | Португалія                              |
| 36 | 2008 | 8                                       | Італія                                  | 1–0                                     | Чилі                                    | Кот-д'Івуар                             | 2–2 пен. 4–3                            | Японія                                  |
| 37 | 2009 | 8                                       | Чилі                                    | 1–0                                     | Франція                                 | Аргентина                               | 1–0                                     | Нідерланди                              |
| 38 | 2010 | 8                                       | Кот-д'Івуар                             | 3–2                                     | Данія                                   | Франція                                 | 2–1                                     | Чилі                                    |
| 39 | 2011 | 8                                       | Колумбія                                | 1–1 пен. 3–1                            | Франція                                 | Італія                                  | 1–1 пен. 5–4                            | Мексика                                 |
| 40 | 2012 | 8                                       | Мексика                                 | 3–0                                     | Туреччина                               | Нідерланди                              | 3–2                                     | Франція                                 |
| 41 | 2013 | 10                                      | Бразилія                                | 1–0                                     | Колумбія                                | Франція                                 | 2–1                                     | Португалія                              |
| 42 | 2014 | 10                                      | Бразилія                                | 5–2                                     | Франція                                 | Португалія                              | 1–0                                     | Англія                                  |
| 43 | 2015 | 10                                      | Франція                                 | 3–1                                     | Марокко                                 | США                                     | 2–1                                     | Англія                                  |
| 44 | 2016 | 10                                      | Англія                                  | 2–1                                     | Франція                                 | Португалія                              | 1–1 пен. 4–2                            | Чехія                                   |
| 45 | 2017 | 12                                      | Англія                                  | 1–1 дч пен. 5–3                         | Кот-д'Івуар                             | Шотландія                               | 3–0                                     | Чехія                                   |
| 46 | 2018 | 12                                      | Англія                                  | 2–1                                     | Мексика                                 | Туреччина                               | 0–0 пен. 5–3                            | Шотландія                               |
| 47 | 2019 | 12                                      | Бразилія                                | 1–1 пен. 5–4                            | Японія                                  | Мексика                                 | 0–0 пен. 4–3                            | Ірландія                                |
| —  | 2020 | Скасований через пандемію коронавірусу. | Скасований через пандемію коронавірусу. | Скасований через пандемію коронавірусу. | Скасований через пандемію коронавірусу. | Скасований через пандемію коронавірусу. | Скасований через пандемію коронавірусу. | Скасований через пандемію коронавірусу. |
| —  | 2021 | Скасований через пандемію коронавірусу. | Скасований через пандемію коронавірусу. | Скасований через пандемію коронавірусу. | Скасований через пандемію коронавірусу. | Скасований через пандемію коронавірусу. | Скасований через пандемію коронавірусу. | Скасований через пандемію коронавірусу. |
| 48 | 2022 | 12                                      | Франція                                 | 2–1                                     | Венесуела                               | Мексика                                 | 2–0                                     | Колумбія                                |
| 49 | 2023 | 12                                      | Панама                                  | 4–1                                     | Мексика                                 | Австралія                               | 2–0                                     | Франція                                 |
| 50 | 2024 | 10                                      | Україна                                 | 2–2 пен. 5–4                            | Кот-д'Івуар                             | Італія                                  | 1–0                                     | Франція                                 |
| 51 | 2025 | 8                                       | Франція                                 | 3–1                                     | Саудівська Аравія                       | Данія                                   | 2–1                                     | Мексика                                 |

## Нагороди
| Рік  | Бомбардир                                             | Кращий гравець      | Кращий воротар                     |
| ---- | ----------------------------------------------------- | ------------------- | ---------------------------------- |
| 1967 | Йозеф Чапкович                                        | Жак Тегельс         | Августін Іванчик                   |
| 1974 | Йозеф Сіпоч (4)                                       | Тібор Нілаші        | Джон Тернер                        |
| 1975 | Андраш Теречик (2)                                    | Роберто Антонеллі   | Йозеф Коллар                       |
| 1976 | Радослав Здравков (4)                                 | Красимир Манолов    | Борис Манолков                     |
| 1977 | Жерар Солер (4)                                       | Жерар Солер         | Борис Манолков                     |
| 1978 | Ласло Надь (4)                                        | Анрі Зембеллі       | Альберто Агілар                    |
| 1979 | Серхіо Фортунато Роджер Шувенар (3)                   | Ласло Д'єтваі       | Валерій Новіков                    |
| 1980 | Любомир Поклуда (4)                                   | Жозе Туре           | Людек Міклошко                     |
| 1981 | Сауро Фатторі (3)                                     | Важа Жванія         | Фіордемундо Маролла                |
| 1982 | Станіслав Грига Лоран Паганеллі (4)                   | Райнер Ернст        | Людек Міклошко                     |
| 1983 | Імон О'Кіф (4)                                        | Луваннор Боргез     | Станіслав Руденко                  |
| 1984 | Мезіане Загзі (5)                                     | Михайло Русяєв      | Олександр Жидков                   |
| 1985 | Жан-П'єр Папен (3)                                    | Франсуа Омам-Біїк   | Жан-Клод Надон                     |
| 1986 | Йозеф Звара (3)                                       | Жан-Люк Рібе        | Івко Ганчев                        |
| 1987 | Любослав Пенев (3)                                    | Давід Жинола        | Клаудіо Таффарел                   |
| 1988 | Давід Дзітеллі (6)                                    | Майкл Томас         | Найджел Мартін                     |
| 1989 | Петар Міхтарський (5)                                 | Радко Каладжиєв     | Франк Шомен                        |
| 1990 | Марк Робінс (6)                                       | Радім Нечас         | Томаш Бернаді                      |
| 1991 | Алан Ширер (7)                                        | Алан Ширер          | Девід Джеймс                       |
| 1992 | Руй Кошта (4)                                         | Руй Кошта           | Желько Цицович                     |
| 1993 | Флоріан Моріс (4)                                     | Флоріан Моріс       | Пол Джеррард                       |
| 1994 | Боб Пітерс (3)                                        | Режис Жено          | Грегорі Купе                       |
| 1995 | Франк Гістіллолес (5)                                 | Вікаш Дорасо        | Фабіо Норонья                      |
| 1996 | Адаїлтон Нуну Гоміш (5)                               | Адаїлтон            | Фабіо Норонья                      |
| 1997 | Тьєррі Анрі Густаво Вікторія Карлітос Джош Вольфф (3) | Тьєррі Анрі         | Нуну Сантош                        |
| 1998 | Еміль Гескі Франсіско Герреро (3)                     | Хуан Роман Рікельме | Нуну Сантош                        |
| 1999 | Пегі Люїндюла (5)                                     | Гільєрмо Перейра    | Себастьян Саха                     |
| 2000 | Трессор Морено (5)                                    | Трессор Морено      | Сержіу Лейте                       |
| 2001 | Джибріль Сіссе Луїш Лоренсу (3)                       | Феліпе Чара         | Неко Мартінез                      |
| 2002 | Алессандро Пеллікорі Сатоші Накаяма (3)               | Пінга               | Рубінью                            |
| 2003 | Луїш Лоренсу Герман Еррера Франческо Руополо (3)      | Хав'єр Маскерано    | Бруну Вале                         |
| 2004 | Брайан Бергунью (4)                                   | Ріо Мавюба          | Жеремі Гаванон                     |
| 2005 | Рікарду Ваш Те (3)                                    | Арнольд Мвуемба     | Стів Манданда                      |
| 2006 | Девід Джильотті (3)                                   | Рікардо Фаті        | Уго Льоріс                         |
| 2007 | Кевін Гамейро (5)                                     | Кевін Гамейро       | Ібраїм Коне                        |
| 2008 | Секу Сіссе (4)                                        | Себастьян Джовінко  | Давід Бассі                        |
| 2009 | Дієго Буонанотте Жерсон Мартінез (4)                  | Дієго Буонанотте    | Агустін Марчесін Крістофер Тосельї |
| 2010 | Нікі Біллі Нільсен (5)                                | Серж Дебле          | Міккель Андерсен                   |
| 2011 | Стівен Жозеф-Монроз (5)                               | Хамес Родрігес      | Франк Гостіс                       |
| 2012 | Марко Фабіан (7)                                      | Ектор Еррера        | Нік Марсман Ертугрул Ташкиран      |
| 2013 | Хосе Абелья Вінісіус Араужо (3)                       | Юрі Мамуте          | Захарі Буше                        |
| 2014 | Жан-Крістоф Баебек (4)                                | Родріго Кайо        | Поль Нарді                         |
| 2015 | Енцо Крівеллі Ашраф Беншаркі (4)                      | Валід Ель-Карті     | Бадреддін Бенашур                  |
| 2016 | Льюїс Бейкер (4)                                      | Рубен Лофтус-Чік    | Жоел Перейра                       |
| 2017 | Гарві Барнс Чику Банза Джордж Хьорст (4)              | Девід Брукс         | Люк Піллінг                        |
| 2018 | Едуардо Агірре (7)                                    | Дієго Лайнес Лейва  | Фредді Вудман                      |
| 2019 | Матеус Кунья (4)                                      | Дуглас Луїс         | Чен Вей                            |
| 2022 | Секу Мара (5)                                         | Теласко Сеговія     | Рьоя Кімура                        |
| 2023 | Матіс Тель Хісацугу Іші Анхель Орельєн (3)            | Ельєсс Бен-Сегір    | Мохамед Коне                       |
| 2024 | Кенто Шіогаї (5)                                      | Максим Хлань        | Іван Конан                         |
| 2025 | Стів Нгура (5)                                        | Стів Нгура          | Осама Аль-Мермеш                   |

## Виноски
1. ↑  Турнір 1967 року став першим і єдиним турніром, в якому не брали участь національні команди
2. ↑  Турнір 1975 року став першим турніром, у якому брали участь лише збірні
3. ↑  Турнір 2020 року мав відбутися з 1 по 14 червня, але був перенесений на невизначений термін у квітні та скасований 24 жовтня[3].
4. ↑  Турнір 2021 року мав відбутися з 30 травня по 13 червня, але був перенесений на невизначений термін у квітні та скасований у листопаді.